# Ługowskoje (obwód saratowski)
Ługowskoje (ros. Луговское) – wieś (sieło) w Rosji, w obwodzie saratowskim, w rejonie rowieńskim. W 2010 liczyła 1164 mieszkańców.